# Copa Campeonato de 1936
A Copa Campeonato de 1936, oficialmente Copa Campeonato Primera División, foi uma competição de futebol da Argentina realizada de 16 de agosto a 13 de dezembro de 1936. O River Plate sagrou-se campeão argentino após conquistar a competição, e o San Lorenzo ficou com o vice-campeonato.

## História
Em 1936, a AFA decidiu alterar a estrutura do Campeonato Argentino daquele ano em relação as edições anteriores, em vez de realizar um único campeonato, a entidade organizou dois torneios curtos de dezessete jogos cada. No lugar do segundo turno do torneio oficial da Primeira Divisão, foi disputada a Copa Campeonato. Com seu campeão, o River Plate, classificando-se para disputar a final da temporada contra o vencedor do torneio representativo do primeiro turno (chamado de Copa de Honor), o San Lorenzo. Este confronto, que foi colocado em jogo da Copa de Oro que, foi ganho pelo River Plate, teve como objetivo, originalmente, classificar o finalista argentino para participar da Copa Río de la Plata, embora posteriormente foi erroneamente considerado o vencedor como o campeão oficial do ano. Em julho de 2013, no entanto, a AFA ratificou a oficialidade da Copa de Honor e dos outros dois torneios disputados na temporada de 1936 como campeonatos oficiais da Primeira Divisão.

## Participantes
| Equipe             | Cidade               |
| ------------------ | -------------------- |
| Argentinos Juniors | Buenos Aires         |
| Atlanta            | Buenos Aires         |
| Boca Juniors       | Buenos Aires         |
| Chacarita Juniors  | Buenos Aires         |
| Estudiantes        | La Plata             |
| Ferro Carril       | Buenos Aires         |
| Gimnasia y Esgrima | La Plata             |
| Huracán            | Buenos Aires         |
| Independiente      | Avellaneda           |
| Lanús              | Lanús                |
| Platense           | Buenos Aires         |
| Quilmes            | Quilmes              |
| Racing Club        | Avellaneda           |
| River Plate        | Buenos Aires         |
| San Lorenzo        | Buenos Aires         |
| Talleres           | Remedios de Escalada |
| Tigre              | Victoria             |
| Vélez Sársfield    | Buenos Aires         |

### Distribuição geográfica dos participantes
| Região                 | Quant. | Equipes |
| ---------------------- | ------ | --- |
| Cidade de Buenos Aires | 10     | Argentinos Juniors, Atlanta, Boca Juniors, Chacarita Juniors, Ferro Carril Oeste, Huracán, Platense, River Plate, San Lorenzo e Vélez Sarsfield |
| Grande Buenos Aires    | 6      | Independiente, Lanús, Quilmes, Racing Club, Talleres e Tigre                                                                                    |
| Cidade de La Plata     | 2      | Estudiantes e Gimnasia y Esgrima |

### Classificação final
| Pos | Equipes            | Pts | J  | V  | E | D  | GM | GS | SG  |
| --- | ------------------ | --- | -- | -- | - | -- | -- | -- | --- |
| 1   | River Plate        | 28  | 17 | 13 | 2 | 2  | 49 | 19 | +30 |
| 2   | Lorenzo de Almagro | 24  | 17 | 11 | 2 | 4  | 41 | 24 | +15 |
| 3   | Racing Club        | 23  | 17 | 10 | 3 | 4  | 43 | 27 | +16 |
| 4   | Independiente      | 21  | 17 | 10 | 1 | 6  | 32 | 29 | +3  |
| 5   | Boca Juniors       | 20  | 17 | 9  | 2 | 6  | 39 | 19 | +20 |
| 6   | Atlanta            | 19  | 17 | 8  | 3 | 6  | 39 | 30 | +9  |
| 7   | Platense           | 19  | 17 | 6  | 7 | 4  | 26 | 29 | -3  |
| 8   | Huracán            | 18  | 17 | 7  | 4 | 6  | 32 | 22 | +10 |
| 9   | Argentinos Juniors | 18  | 17 | 7  | 4 | 6  | 26 | 32 | -6  |
| 10  | Ferro Carril       | 17  | 17 | 7  | 3 | 7  | 30 | 36 | -6  |
| 11  | Estudiantes        | 16  | 17 | 6  | 4 | 7  | 32 | 32 | 0   |
| 12  | Chacarita Juniors  | 16  | 17 | 6  | 4 | 7  | 36 | 42 | −6  |
| 13  | Vélez Sársfield    | 15  | 17 | 7  | 1 | 9  | 45 | 35 | +10 |
| 14  | Gimnasia y Esgrima | 14  | 17 | 6  | 2 | 9  | 31 | 48 | −17 |
| 15  | Lanús              | 12  | 17 | 5  | 2 | 10 | 27 | 43 | −16 |
| 16  | Quilmes            | 11  | 17 | 4  | 3 | 10 | 24 | 39 | −15 |
| 17  | Tigre              | 8   | 17 | 2  | 4 | 11 | 21 | 43 | −22 |
| 18  | Talleres           | 7   | 17 | 1  | 5 | 11 | 19 | 43 | −24 |

### Goleadores
| Jogador   | Jogador           | Gols | Equipe        |
| --------- | ----------------- | ---- | ------------- |
| Argentina | Evaristo Barrera  | 19   | Racing Club   |
| Argentina | Francisco Varallo | 18   | Boca Juniors  |
| Argentina | Bernabé Ferreyra  | 15   | River Plate   |
| Paraguai  | Arsenio Erico     | 14   | Independiente |
| Argentina | Ángel Laferrara   | 14   | Estudiantes   |

## Premiação
| Campeonato Argentino de Futebol de 1936 (Copa Campeonato) |
| --------------------------------------------------------- |
| River Plate Campeão (3° título)                           |